# Torneo de Monastir 2024
El Jasmin Open 2024 fue un evento de tenis profesional de la WTA Tour 2024 fue parte de los eventos de la categoría WTA 250, se jugó en superficie dura. Se trató de la 3.ª edición del torneo y se llevó a cabo en Monastir, Túnez entre el 9 al 15 de septiembre.

## Distribución de puntos
| Modalidad           | Campeona | Finalista | Semifinales | Cuartos de final | 2.ª ronda | 1.ª ronda | Clasificadas | 2.ª ronda de clasificación | 1.ª ronda de clasificación |
| Individual femenino | 280      | 180       | 110         | 60               | 30        | 1         | 18           | 12                         | 1                          |
| Dobles femenino     | 280      | 180       | 110         | 60               | 1         | -         | -            | -                          | -                          |

## Cabezas de serie

### Individuales femenino
| Tenista            | Ranking | Preclasificada |
| Elise Mertens      | 35      | 1              |
| Clara Burel        | 56      | 2              |
| Diane Parry        | 60      | 3              |
| Nadia Podoroska    | 68      | 4              |
| Jaqueline Cristian | 69      | 5              |
| Greet Minnen       | 70      | 6              |
| Lucia Bronzetti    | 76      | 7              |
| Anna Blinkova      | 80      | 8              |

- Ranking del 26 de agosto de 2024.

### Dobles femenino
| Tenista                                | Ranking | Preclasificada |
| Camilla Rosatello Kimberley Zimmermann | 179     | 1              |
| Quinn Gleason Ingrid Martins           | 188     | 2              |
| Sophie Chang Alycia Parks              | 192     | 3              |
| Emily Appleton Martyna Kubka           | 246     | 4              |

## Campeonas

### Individual femenino
Sonay Kartal venció a  Rebecca Šramková por 6-3, 7-5

### Dobles femenino
Anna Blinkova /  Mayar Sherif vencieron a  Alina Korneeva /  Anastasia Zakharova por 2-6, 6-1, [10-8]